# Ricardo Calabria
Ricardo Calabria (5 de diciembre de 1943-9 de junio de 2017) fue un árbitro y entrenador de fútbol argentino. Con más de trescientos partidos dirigidos en su país y en el exterior fue muy conocido en la década de 1980. Una vez que se retiró del referato dirigió las inferiores de San Lorenzo, posteriormente a El Porvenir logrando su ascenso a Primera B Nacional, seis partidos a Banfield y por último a Almirante Brown.
En 2015 en un viaje de turismo en Turquía se accidentó conduciendo una moto, hecho que lo tuvo en coma hasta su fallecimiento.